# Zirka-2 Kropywnycki
Zirka-2 Kropywnycki (ukr. Футбольний клуб «Зірка-2» Кропивницький, Futbolnyj Kłub "Zirka-2" Kropywnyćkyj) – ukraiński klub piłkarski z siedzibą w Kropywnyckim. Jest drugim zespołem klubu Zirka Kropywnycki. 

## Historia
Chronologia nazw:
- 1997: Zirka-NIBAS-2 Kirowohrad (ukr. «Зірка-НІБАС-2» Кіровоград)
- grudzień 1997—2000: Zirka-2 Kirowohrad (ukr. «Зірка-2» Кіровоград)

Jako druga drużyna klubu Zirka Kirowohrad w sezonie 1997/98 pod nazwą Zirka-NIBAS-2 Kirowohrad zgłosiła się do rozgrywek w Drugiej Lihi oraz startowała w rozgrywkach Pucharu Ukrainy. W grudniu klub zmienił nazwę na Zirka-2 Kirowohrad. W następnym sezonie klub zajął 11 miejsce, a w sezonie 1999/00 9 miejsce. Ale potem zrezygnował z dalszych występów. Klub został pozbawiony statusu profesjonalnego.

## Sukcesy
- 9 miejsce w Drugiej Lidze:

2000
- 1/64 finału Pucharu Ukrainy:

1998

## Inne
- Zirka Kirowohrad